# Нью-Пекін (Індіана)
Нью-Пекін (англ. New Pekin) — місто (англ. town) в США, в окрузі Вашингтон штату Індіана. Населення — 1323 особи (2020).

## Географія
Нью-Пекін розташований за координатами 38°30′7″ пн. ш. 86°0′52″ зх. д. / 38.50194° пн. ш. 86.01444° зх. д. (38.502077, -86.014366).  За даними Бюро перепису населення США в 2010 році місто мало площу 6,23 км², з яких 6,14 км² — суходіл та 0,09 км² — водойми.

## Демографія
Згідно з переписом 2010 року, у місті мешкала 1401 особа в 563 домогосподарствах у складі 383 родин. Густота населення становила 225 осіб/км².  Було 628 помешкань (101/км²).
Расовий склад населення:
| - 97,1 % — білих - 0,6 % — чорних або афроамериканців - 0,2 % — корінних американців - 0,1 % — вихідців з тихоокеанських островів - 0,1 % — азіатів |

До двох чи більше рас належало 1,1 %. Частка іспаномовних становила 2,4 % від усіх жителів.
За віковим діапазоном населення розподілялося таким чином: 25,3 % — особи молодші 18 років, 62,8 % — особи у віці 18—64 років, 11,9 % — особи у віці 65 років та старші. Медіана віку мешканця становила 36,8 року. На 100 осіб жіночої статі у місті припадало 95,4 чоловіків;  на 100 жінок у віці від 18 років та старших — 93,5 чоловіків також старших 18 років.
Середній дохід на одне домашнє господарство  становив 41 071 долар США (медіана — 32 283), а середній дохід на одну сім'ю — 50 138 доларів (медіана — 46 667). Медіана доходів становила 36 875 доларів для чоловіків та 33 542 долари для жінок. За межею бідності перебувало 28,0 % осіб, у тому числі 28,9 % дітей у віці до 18 років та 20,9 % осіб у віці 65 років та старших.
Цивільне працевлаштоване населення становило 509 осіб. Основні галузі зайнятості: роздрібна торгівля — 22,4 %, виробництво — 21,4 %, освіта, охорона здоров'я та соціальна допомога — 21,0 %.